# Communautés de l'Arche (Jean Vanier)
Pour les articles homonymes, voir L'Arche et Jean Vanier.
Ne doit pas être confondu avec Communautés de l'Arche (Lanza del Vasto).
Les communautés de l'Arche sont des associations qui accueillent des adultes ayant un handicap mental.
L'Arche est fondée par le Canadien Jean Vanier en 1964, à Trosly-Breuil dans le département de l'Oise. En 2024, l'Arche est présente dans 38 pays. La fédération internationale de l'Arche regroupe 154 communautés (39 en France, 30 au Canada) et plus de 10 000 membres. 1 350 personnes avec un handicap vivent ou travaillent dans l'un des foyers de l'Arche en France.
À travers son activité, la mission de l’Arche est de faire connaître l'apport des personnes ayant un handicap mental à la collectivité, à travers une vie quotidienne partagée, au sein de communautés, et de leur permettre de prendre leur juste place dans la société. Chaque communauté regroupe des lieux d’hébergement (les « foyers »), et de travail (accueil de jour, services d’aide par le travail, etc).
Différentes plaintes d'abus sexuels visant Thomas Philippe, mentor de Jean Vanier et prêtre accompagnateur de la communauté, poussent l’Arche à commanditer une enquête indépendante rendue public en janvier 2023. Celle-ci conclut que le Jean Vannier était au courant des agissements de son mentor et révèle qu'il a lui-même pratiqué des abus sexuels sur au moins vingt-cinq femmes non handicapées, entre 1970 et 2005, perpétuant les croyances et pratiques « mystico-sexuelles » de son mentor au sein d'un noyau sectaire, dans un « continuum de confusion, d’emprise et d’abus ». La publication de ce rapport amène la direction de l’Arche à « revisiter les circonstances de sa fondation historique ».

## Historique

### Genèse
En 1950, à la suite de son engagement dans la marine anglaise puis canadienne, Jean Vanier va au centre de formation catholique de l'Eau vive, fondé par Thomas Philippe. Ce dernier est rappelé à Rome à la suite de son implication dans un scandale d'abus sexuel, et Jean Vanier prend sa suite à la direction de l'Eau vive. Jean Vanier garde des contacts avec son « père spirituel » et sept femmes de l'Eau vive avec lesquelles il entretient des liens érotico-mystiques. Le Saint-Office dissout l'Eau vive en 1956. Thomas Philippe est condamné à la peine vindicative de déposition qui lui interdit à vie d'exercer son ministère. Le noyau de l'Eau vive formé autour de Jean Vanier a interdiction de se reformer, mais perdure cependant
En quête d'une vitrine honorable sous laquelle reformer le groupe de l'Eau vive autour de Thomas Philippe,, Jean Vanier s'installe en 1964 avec lui et les autres femmes, en toute discrétion dans une maison près de Trosly-Breuil où ils accueillent deux handicapés mentaux rencontrés à l'asile psychiatrique de Saint-Jean-les-Deux-Jumeaux. C'est ainsi que naît l'Arche dont Thomas Philippe devient l'aumônier, malgré la sentence de déposition de 1956,,.
Jean Vanier achète une maison dans le village de Trosly-Breuil (proche du Val Fleuri, une résidence pour des personnes atteintes de handicap mental où Thomas Philippe est « aumônier officieux ») en juillet 1964, et invite deux personnes handicapées à s'installer avec lui.
Le nom de l'Arche est trouvé en mai 1964 avec Jacqueline d'Halluin.
Le 5 août, Raphaël Simi et Philippe Seux deviennent les deux premiers résidents de l'Arche.,. Pour l'assise juridique de l'Arche, Jean Vanier reprend les rênes de la Société pour l'instruction et la protection des enfants sourds-muets ou arriérés (Sipsa) en étant nommé trésorier-adjoint en mai 1964, association reconnue d'utilité publique et qui héberge l'Arche pour sa fondation.
Dans sa première circulaire datée de fin août 1964, Jean Vanier définit l'orientation de l'Arche : un accueil pour des personnes handicapées intellectuellement et physiquement dans de petites maisons de type familial. Les infrastructures comprennent des ateliers, un centre culturel, une chapelle, un centre médical. La pratique de la religion est libre, et les résidents sont assistés par des bénévoles.
L'engouement est tel à Trosly-Breuil que les habitants lancent une pétition contre l'invasion des « anormaux ».
En 1965, Jean Vanier reprend la gestion du Val Fleuri, où 32 personnes handicapées mentales résident. Quelques mois plus tard, l'Arche absorbe le Val Fleuri, devenant un ensemble de 50 résidents répartis sur 2 foyers.
En 1968, à Trosly, ils sont 73 résidents à être accueillis, 112 en 1970, et 125 en 1972.
En 1971, d'autres foyers ouvrent à Cuise, Breuil, Compiègne. Au total 15 nouveaux foyers qui accueillent plus de 150 résidents sont ouverts en France en dix ans.

### Croissance internationale
En 1969, l'Arche se développe à Toronto au Canada (Daybreak) et à Bangalore en Inde (Asha Niketan). Durant les années 1970, une charte est mise en place pour accompagner le développement international de l'Arche. Les communautés de l'Arche attirent une jeunesse en quête d'idéal et de solidarité en résonance avec les mouvances communautaires en vogue dans cette génération.
En 1971, Jean Vanier fonde avec Marie-Hélène Mathieu le mouvement Foi et Lumière, qui, en parallèle des actions des communautés de l'Arche, réunit les personnes porteuses de handicap, leurs familles et leurs amis, pour des temps de partage, de célébration et de prière. Le logo de Foi et Lumière est créé par Meb, un peintre trisomique résident de l'Arche.
Dans les années 1970, 45 communautés sont créées dans 14 pays : France (5), Canada (14), Inde (4), Danemark (1), Belgique (4), États-Unis (5), Royaume-Uni (5), Honduras (2), Haïti (1), Irlande (1), Burkina Faso (1), Côte d'Ivoire (1), Japon (1), Australie (1). En 1974, Thérèse Vanier, sœur de Jean Vanier, ouvre la première communauté de l'Arche en Grande-Bretagne, et assure ensuite le développement de l'association en Europe du Nord.
En 1975, Jean Vanier quitte le poste de coordinateur international de l'Arche.
L'Arche internationale, fédération internationale des communautés de l'Arche, est créée en 1978.
À partir de 1980, Jean Vanier quitte peu à peu ses fonctions au sein de l'organisme. En 1981, la Fondation des Amis de l'Arche est créée pour assurer le financement des communautés en France et à l'international.
Dans les années 1980, quarante-trois communautés sont créées, et l'Arche ouvre en Espagne, Italie, Suisse, République dominicaine, Mexique, Brésil, Allemagne, Philippines, Pologne. Dans les années 1990, seize communautés sont créées, et L'Arche ouvre en Slovénie, Autriche, Syrie, Ouganda, Zimbabwe, Pays-Bas. Dans les années 2000, vingt-cinq communautés sont créées, et L'Arche ouvre en Égypte, Ukraine, Bangladesh, Corée du sud, Croatie, Argentine.
Le pape Jean-Paul II a été fortement influencé par la philosophie de l'Arche, surtout durant sa phase de déclin physique où le concept de piété dans la souffrance s'est alourdi de sens.

### Développements récents
À partir de 2009, l'Arche lance le colloque Fragilités interdites pour sensibiliser le grand public aux personnes en situation de fragilité, en particulier dans le monde de l'entreprise.
En mars 2013, lors d’une visite à l'Arche de Marseille, Jean-Jacques Goldman (qui soutient les actions de l'Arche) participe à un lip dub sur la musique Je te donne avec les résidents du centre.
En 2014, l'Arche célèbre le cinquantième anniversaire de sa création. De mai à juillet, les communautés organisent des « M'Arches » et se rendent visite. Le 27 septembre, un grand rassemblement se tient à Paris. Un cortège festif avec une fanfare part de l'Hôtel de ville jusqu'à la place de la République. Plus de 7 000 personnes y participent. Jean Vanier et Philippe Pozzo di Borgo, inspirateur du film Intouchables, y tiennent un discours commun, suivi d'un concert de Grégoire, qui chante pour la première fois la chanson Mon handicap,.
Le 8 décembre 2014, Jean-Pierre Crépieux, une des premières personnes accueillies à l'Arche en décembre 1964, reçoit la légion d'honneur des mains du président de la République François Hollande. C'est la première personne handicapée mentale à recevoir cette distinction.
En janvier 2015, l'Arche à Reims dispose d'un stand au Festival international de la bande dessinée d'Angoulême pour présenter les créations sérigraphiées de ses résidents. En décembre 2015, l'Arche lance la web-série Je suis comme je suis, qui propose de découvrir des témoignages de personnes en situation de handicap mental dans le monde.
En 2016, l'Arche devient l'association Fil Rouge du programme Axa Atout Cœur. Dans le cadre de ce partenariat d'un an, 124 actions sont menées, et plus de 390 000 euros sont collectés. En mai 2016, le pape François effectue une visite surprise à l'Arche Il Chicco à Rome dans le cadre des vendredis de la Miséricorde. En avril 2018, l'épouse du président de la République, Brigitte Macron visite les locaux de l'Arche à Paris. En mars 2019, l'Arche de Dijon bénéficie de la vente aux enchères des pièces de charité du grand cru nuits-Saint-Georges. Le commissaire-priseur de cette vente est le nageur français Camille Lacourt.

## Fonctionnement

### Objectif
L'objectif de l'Arche est de créer et d'animer des communautés de vie qui accueillent des personnes ayant un handicap intellectuel. Ces personnes accueillies forment le cœur de la communauté et deviennent elles-mêmes les « accueillants » des assistants ou jeunes volontaires qui viennent vivre avec elles. Chaque communauté comprend plusieurs maisons de type familial avec une capacité d’hébergement limitée. Les fondamentaux sont le respect de chacun dans sa différence, la relation humaine et l'amitié partagée, la valorisation de la dignité et de la parole des personnes en situation de handicap, la finalité pour ses membres étant la réconciliation avec les autres et soi-même.
Selon le fondateur Jean Vanier, « l'accueil des fragilités de chacun est une voie essentielle pour construire une société plus humaine ».

### Budget
L'Arche bénéficie de financements publics provenant principalement des Conseils départementaux et des ARS pour assurer la prise en charge des personnes accueillies.
En France, la Fondation des Amis de l'Arche, reconnue d'utilité publique, se charge des collectes de fonds publics et privés pour financer la vie et les projets de l'organisation. En juillet 2018, la Fondation rejoint l'union syndicale France Générosités qui représente les acteurs de la générosité auprès des pouvoirs publics en France.
En 2017, la répartition du budget de la fondation fut la suivante :
- Communautés françaises : 47%
- Communautés étrangères : 16%
- Fédération de l'Arche de France : 3%
- Fédération de l'Arche Internationale : 19%
- Frais de collecte : 8%
- Frais de fonctionnement : 7%

## Organisation

### L'Arche en France
Chaque communauté est établie en association à but non lucratif (loi de 1901). De fait, elle dispose de différents organes décisionnaires : le conseil d'administration, l'assemblée générale et le conseil communautaire. Chaque communauté de France fait partie de la Fédération de l'Arche en France, qui fait elle-même partie de la Fédération internationale des communautés de l'Arche. Chaque communauté est aussi directement affiliée à la fédération internationale.
Chaque association de communauté gère un ou plusieurs établissements médico-sociaux (foyers de vie ou d'hébergement, MAS ou FAM, LVA), un service d'accueil de jour ou centre d'activités de jour, et parfois un établissement ou service d'aide par le travail (11 ESAT en France). Les ESAT de l'Arche proposent des services manuels, ainsi qu'une production d'horticulture et de produits maraîchers issus de l'agriculture biologique. L'ESAT de Troisly produit des savons naturels et enregistre une capacité de production annuelle de 20 000 pièces. L'ESAT de La Rebellerie (Anjou) produit du vin.

### L'Arche Internationale
L'Arche Internationale regroupe 154 communautés dans 38 pays sur les 5 continents. Les pays comptant le plus de communautés sont la France, le Canada, le Royaume-Uni et les États-Unis.
En janvier 2015, l'Arche internationale obtient un statut consultatif spécial au sein d'ECOSOC, organe de l'Onu pour le développement social et économique.

## Gouvernance
- Responsable France : Pierre Jacquand
- Responsable international : Stephan Posner
- Vice-responsable international : Stacy Cates-Carney
- Responsable Canada : Louis Pilotte
- Responsable États-Unis : Tina Bovermann
- Responsable Royaume-Uni : John Sargent

## Récompenses
- 2015 : Prix Georges Pompidou[43]

## Abus sexuels de Thomas Philippe et de Jean Vanier

### L'enquête de 2014
En avril 2014, la direction de L'Arche demande à l'Église de lancer une enquête canonique à la suite de plusieurs plaintes d'abus sexuels remontant aux années 1970 et 1980, et visant Thomas Philippe, prêtre accompagnateur de la communauté de l'Arche à Trosly, décédé en 1993. Quatorze témoignages sont recueillis entre décembre 2014 et mars 2015. Les conclusions de l'enquête confirment la véracité des faits commis pendant plus de 25 ans par Thomas. L'association a engagé un ensemble de réformes structurelles et préventives pour éviter toute forme d'abus au sein des communautés.

### L'enquête de 2020
Le 22 février 2020, une enquête diligentée par l'Arche est rendue publique. Elle conclut que Jean Vanier avait poursuivi ses relations avec Thomas Philippe, qu'il était au courant de ses agissements, et qu'il a lui-même pratiqué des abus sexuels sur des femmes non handicapées, entre 1970 et 2005. Responsable international de l'Arche, Stephan Posner déclare : « Notre histoire fondatrice vole en éclats, tout comme notre mythe fondateur ». Pierre Jacquand, responsable de l'Arche en France, exprime son désarroi : « L'écart est si vertigineux entre l'homme que j'ai connu et celui que je découvre… Je lutte pour accepter, alors même que je sais les faits indiscutables. » Selon François-Xavier Maigre : « Le choc de ces révélations est double : contrairement à ce qu’il a toujours clamé, Jean Vanier a su dès les années 1950 que son père spirituel, le dominicain Thomas Philippe, avait été condamné par l’Église en raison de ses pratiques sexuelles, et de la mystique déviante qui les sous-tendait. Pire : il y a lui-même pris part, et perpétué, jusqu’à une période récente, ces relations d’emprise avec des femmes auxquelles il imposait des relations intimes, sous couvert de justifications mystiques. »